# Jiří Hledík
Jiří Hledík (Pardubice, 19 de abril de 1929 - 25 de abril de 2011) foi um futebolista checo, que atuava como defensor.

## Carreira
Jiří Hledík fez parte do elenco da Seleção Tchecoslovaca de Futebol que disputou a Copa do Mundo de 1954.

## Ligações Externas
- Perfil em FIFA.com (em inglês)